# BYO Records
La BYO records (Better Youth Organization) è un'etichetta discografica punk indipendente di Los Angeles, California.

## Storia della BYO Records
È stata fondata nel 1982 da Mark e Shawn Stern, fratelli e componenti della punk rock band Youth Brigade. BYO fu inizialmente pensato come l'acronimo di Better Youth Organization e nacque per produrre e promuovere band punk o di generi musicali alternative e di derivazione hardcore punk.

## Alcuni artisti prodotti
- Youth Brigade
- 7 Seconds
- SNFU
- Leatherface
- The Unseen
- Jon Cougar Concentration Camp
- Throw Rag
- The Briefs
- Wednesday Night Heroes
- NOFX
- Rancid
- Anti-Flag
- The Bouncing Souls
- Youth Brigade
- $wingin' Utter$
- Alkaline Trio
- One Man Army